# Dennis Hauger
Dennis Hauger (Oslo, 2003. március 17.–) norvég autóversenyző, a Red Bull Junior Team korábbi tagja.

## Pályafutása

### Kezdeti sikerek: 2011–2017
Hauger 2011-ben kezdte meg autóversenyzői pályafutását a norvég gokart bajnokságban. 2015-ben érte el első komolyabb eredményét: az olasz bajnokság '60 Mini' kategóriájában diadalmaskodott, valamint a WSK Super Masters bajnokságot is elsőséggel zárta. Még ugyan ebben az évben a Vega International Winter Trophy viadalát is megnyerte.   A következő szezonban már a német junior gokart bajnokság résztvevője volt, amelyet meg is nyert. Utolsó gokartos évében a német bajnokság versenyein vett részt. Az évadban bajnok címet nyert.

### Az első kihívás - Formula–4-es kategóriák: 2017–2019
2017 szeptemberében vált hivatalossá, hogy csatlakozott a Red Bull Formula–1-es csapatának utánpótlás programjához, a Red Bull Junior Team-hez. Egy hónappal később bejelentették, hogy 2018-ban a brit Formula–4-bajnokság mezőnyének tagja lesz. A szezont a TRS Arden Junior Team csapatával teljesítette. Az évad során összesen négy alkalommal tudott diadalmaskodni. A tabellán a 4. pozíciót szerezte meg.
2019-ben az német, valamint az olasz Formula–4-es viadalokon vett részt a Van Amersfoort Racing segítségével. A német sorozatban összesen hat alkalommal sikerült elsőséget szereznie, ebből hármat egy hétvége során a Hockenheimringen. A megszerzett 251 pontja a 2. pozícióhoz volt elég. Az olasz bajnokságban 12 győzelmet gyűjtött, ebből hármat egy hétvége során a Autodromo Nazionale di Monza versenypályán. 369 pontot szerzett, ez a teljesítmény pedig elég volt ahhoz, hogy megszerezze első bajnoki címét. Augusztusban lehetőséget kapott a Motopark alakulatától arra, hogy az Euroformula Open bajnokság Silverstone-i fordulóját teljesítse. Az első futamot a hatodik, míg a másodikat az ötödik helyen zárta.

### Magasabb szinten - Formula–3: 2020–2022
2019 októberében a Hitech Grand Prix gárdájával teljesítette az FIA Formula–3 bajnokság utószezoni tesztjét, amelyet Valenciában tartottak meg. 2020 januárjában derült ki, hogy pályafutását ennél alakulatánál folytatja. A harmadik fordulóban, a Hungaroringen tartott futamok során szerzett először és utoljára pontokat, ahol a sprintversenyen az élről rajtolhatott és végül a 3. pozícióban futott be. Végül az összetettben a 17. helyen zárt.
2020. december 28-án a bajnoki címvédő olasz Prema Racing bejelentette, hogy szerződtették Haugert a 2021-es kiírásra. A szezonnyitó hétvége második futamán két körrel a vége előtt megpróbálta megelőzni a vezető Matteo Nanninit, de összeértek és megsérült az első vezetőszárnya, majd egészen a 25. helyig esett vissza. A harmadik versenyen a pole-pozícióból indulva megszerezte első futamgyőzelmét a sorozatban. A szezon harmadik versenyhétvégéjén, a Red Bull Ringen rendezett osztrák nagydíj első futamát szintén megnyerte a 12. helyről rajtolva Olli Caldwell és Logan Sargeant előtt. A forduló további két versenyét is a dobogón zárta és főfutamon az első rajtkockából indulhatott. A Hungaroringen rendezett következő hétvégén, a főverseny megnyerésével tovább növelte előnyét a világbajnoki összetettben. Hollandiában megnyerte a főfutamot, amivel tovább növelte előnyét a tabellán. A szezon utolsó, Oroszországban rendezett versenyhétvégéjén a pénteki sprintfutamon második helyen végzett, ezzel pedig bebiztosította bajnoki címét.

## Eredményei

### Karrier összefoglaló
| Év   | Bajnokság                           | Csapat                       | Verseny        | Győzelem       | Pole           | Leggyorsabb kör | Dobogó         | Pont           | Helyezés       |
| ---- | ----------------------------------- | ---------------------------- | -------------- | -------------- | -------------- | --------------- | -------------- | -------------- | -------------- |
| 2018 | Brit Formula–4-bajnokság            | TRS Arden Junior Racing Team | 30             | 4              | 4              | 4               | 10             | 329            | 4.             |
| 2019 | ADAC Formula–4-bajnokság            | Van Amersfoort Racing        | 20             | 6              | 5              | 8               | 10             | 251            | 2.             |
| 2019 | Olasz Formula–4-bajnokság           | Van Amersfoort Racing        | 21             | 12             | 7              | 9               | 16             | 369            | 1.             |
| 2019 | Euroformula Open                    | Motopark                     | 2              | 0              | 0              | 0               | 0              | 18             | 19.            |
| 2020 | Formula–3                           | Hitech Grand Prix            | 18             | 0              | 0              | 0               | 1              | 14             | 17.            |
| 2020 | Formula Regionális Európa-bajnokság | Van Amersfoort Racing        | 8              | 1              | 2              | 1               | 6              | 134            | 7.             |
| 2021 | Formula–3                           | Prema Racing                 | 20             | 4              | 3              | 5               | 9              | 205            | 1.             |
| 2022 | Formula–2                           | Prema Racing                 | 28             | 2              | 0              | 3               | 4              | 115            | 10.            |
| 2022 | Skandináv Porsche Carrera-kupa      | Porsche Experience Racing    | 5              | 0              | 0              | 1               | 1              | 61             | 12.            |
| 2023 | Formula–2                           | MP Motorsport                | 26             | 2              | 0              | 1               | 4              | 113            | 8.             |
| 2023 | Makaói nagydíj                      | MP Motorsport                | 1              | 0              | 0              | 0               | 1              | —              | 2.             |
| 2023 | Skandináv Porsche Carrera-kupa      | Porsche Experience Racing    | 4              | 0              | 0              | 1               | 3              | 58             | 12.            |
| 2023 | Formula–1                           | Red Bull                     | Tesztversenyző | Tesztversenyző | Tesztversenyző | Tesztversenyző  | Tesztversenyző | Tesztversenyző | Tesztversenyző |
| 2024 | Formula–2                           | MP Motorsport                | 24             | 1              | 2              | 2               | 5              | 85,5           | 11.            |
| 2024 | Skandináv Porsche Carrera-kupa      | Porsche Experience Racing    | 2              | 2              | 1              | 1               | 2              | 58             | HN†            |
| 2025 | Indy NXT                            | Andretti Global              | 0              | 0              | 0              | 0               | 0              | 0*             | HN*            |

* A szezon jelenleg is zajlik.
† Mivel Hauger vendégversenyző volt, így nem jogosult pontszerzésre.

### Teljes FIA Formula–3-as eredménysorozata
(Táblázat értelmezése)

(Félkövér: pole-pozícióból indult; dőlt: leggyorsabb kört futott) 

| Év   | Csapat            | 1           | 2           | 3           | 4           | 5         | 6         | 7           | 8           | 9           | 10          | 11         | 12         | 13         | 14         | 15         | 16         | 17          | 18         | 19        | 20        | 21         | Helyezés | Pont |
| ---- | ----------------- | ----------- | ----------- | ----------- | ----------- | --------- | --------- | ----------- | ----------- | ----------- | ----------- | ---------- | ---------- | ---------- | ---------- | ---------- | ---------- | ----------- | ---------- | --------- | --------- | ---------- | -------- | ---- |
| 2020 | Hitech Grand Prix | AUT1 FEA 15 | AUT1 SPR 22 | AUT2 FEA 18 | AUT2 SPR 12 | HUN FEA 8 | HUN SPR 3 | GBR1 FEA 16 | GBR1 SPR 17 | GBR2 FEA Ki | GBR2 SPR 20 | ESP FEA 18 | ESP SPR 26 | BEL FEA 12 | BEL SPR 16 | ITA FEA 12 | ITA SPR 15 | MUG FEA 14  | MUG SPR 12 |           |           |            | 17.      | 14   |
| 2021 | Prema Racing      | ESP SP1 8   | ESP SP2 25  | ESP FEA 1   | FRA SP1 9   | FRA SP2 2 | FRA FEA 2 | AUT SP1 1   | AUT SP2 3   | AUT FEA 2   | HUN SP1 5   | HUN SP2 5  | HUN FEA 1  | BEL SP1 14 | BEL SP2 9  | BEL FEA 8  | NED SP1 7  | NED SP2 27† | NED FEA 1  | RUS SP1 2 | RUS SP2 T | RUS FEA 24 | 1.       | 205  |

† A versenyt nem fejezte be, de helyezését értékelték, mert a versenytáv több, mint 90%-át teljesítette.

### Teljes FIA Formula–2-es eredménysorozata
(Táblázat értelmezése)

(Félkövér: pole-pozícióból indult; dőlt: leggyorsabb kört futott) 

| Év   | Csapat        | 1         | 2           | 3          | 4         | 5         | 6           | 7           | 8          | 9          | 10        | 11         | 12         | 13         | 14         | 15         | 16         | 17         | 18         | 19         | 20          | 21         | 22         | 23         | 24        | 25        | 26        | 27        | 28        | Helyezés | Pont |
| ---- | ------------- | --------- | ----------- | ---------- | --------- | --------- | ----------- | ----------- | ---------- | ---------- | --------- | ---------- | ---------- | ---------- | ---------- | ---------- | ---------- | ---------- | ---------- | ---------- | ----------- | ---------- | ---------- | ---------- | --------- | --------- | --------- | --------- | --------- | -------- | ---- |
| 2022 | Prema Racing  | BHR SPR 9 | BHR FEA 19† | KSA SPR 16 | KSA FEA 6 | IMO SPR 3 | IMO FEA Ki  | ESP SPR 12  | ESP FEA 13 | MON SPR 1  | MON FEA 7 | AZE SPR Ki | AZE FEA 1  | GBR SPR 15 | GBR FEA Ki | AUT SPR 9  | AUT FEA 4  | FRA SPR 12 | FRA FEA 16 | HUN SPR Ki | HUN FEA 19  | BEL SPR 10 | BEL FEA 12 | NED SPR 3  | NED FEA 4 | ITA SPR 9 | ITA FEA 4 | UAE SPR 4 | UAE FEA 4 | 10.      | 115  |
| 2023 | MP Motorsport | BHR SPR 2 | BHR FEA Ki  | KSA SPR 8  | KSA FEA 5 | AUS SPR 1 | AUS FEA 19† | AZE SPR 12† | AZE FEA 6  | MON SPR 15 | MON FEA 5 | ESP SPR 4  | ESP FEA 8  | AUT SPR 6  | AUT FEA 11 | GBR SPR 12 | GBR FEA 14 | HUN SPR 1  | HUN FEA 7  | BEL SPR 3  | BEL FEA Kiz | NED SPR 9  | NED FEA 5  | ITA SPR 12 | ITA FEA 5 | UAE SPR 4 | UAE FEA 7 |           |           | 8.       | 113  |
| 2024 | MP Motorsport | BHR SPR 8 | BHR FEA 8   | KSA SPR 1  | KSA FEA 3 | AUS SPR 2 | AUS FEA Ki  | IMO SPR Ki  | IMO FEA 12 | MON SPR 3  | MON FEA 6 | ESP SPR 12 | ESP FEA Ki | AUT SPR 5  | AUT FEA 12 | GBR SPR 7  | GBR FEA 9  | HUN SPR 4  | HUN FEA 6  | BEL SPR 2‡ | BEL FEA 12  | ITA SPR 8/ | ITA FEA Ki | AZE SPR 14 | AZE FEA 9 | QAT SPR   | QAT FEA   | UAE SPR   | UAE FEA   | 11.      | 85,5 |

* A szezon jelenleg is zajlik.
† A versenyt nem fejezte be, de helyezését értékelték, mert a versenytáv több, mint 90%-át teljesítette.
‡ A versenyt félbeszakították, és mivel a versenytáv több, mint 25%-át, de annak kevesebb, mint 50%-át teljesítették, így csökkentett pontszámokat osztottak.
/ A monzai sprintfutamon Gabriel Bortoletoval egyszerre értek célba a 8. helyen, így mindketten fél-fél pontot kaptak.

### Teljes Indy NXT eredménysorozata
| Év   | Csapat          | 1     | 2   | 3   | 4   | 5   | 6   | 7   | 8   | 9   | 10  | 11  | 12  | 13  | 14  | Helyezés | Pont |
| ---- | --------------- | ----- | --- | --- | --- | --- | --- | --- | --- | --- | --- | --- | --- | --- | --- | -------- | ---- |
| 2025 | Andretti Global | STP . | BAR | IMS | IMS | DET | GTW | ROA | MDO | IOW | LAG | LAG | POR | MIL | NSH | —        | 0    |

* A szezon jelenleg is zajlik.